# Kazuyasu Minobe
Kazuyasu Minobe, född den 15 juli 1987 i Fukui prefektur, är en japansk fäktare.

## Karriär
Kazuyasu Minobe ingick i det japanska laget som tog guld i värja vid OS 2020 och silver i värja vid OS 2024.